# Industrias Reunidas Fábricas Matarazzo
Las Indústrias Reunidas Fábricas Matarazzo (IRFM) fue un grupo empresarial brasileño, el mayor de América Latina, con sede en São Paulo, capital del estado homónimo. Tenía el cuarto mayor ingreso bruto de Brasil y empleaba a más de treinta mil personas en sus numerosas unidades en todo el país.
Su fundador fue el inmigrante italiano Francesco Matarazzo, que llegó a ser el hombre más rico del país.

Matarazzo, que fue agricultor en su tierra natal y vendedor poco después de llegar a Brasil, comenzó su vida empresarial con una pequeña casa comercial de venta de manteca de cerdo en Sorocaba. En la década de 1940, durante su apogeo, el grupo contaba con más de 350 empresas en los sectores de alimentación, tejidos, bebidas, transporte terrestre y marítimo, puertos, ferrocarriles, astilleros, metalurgia, agricultura, energía, bancos, inmobiliario y otros.

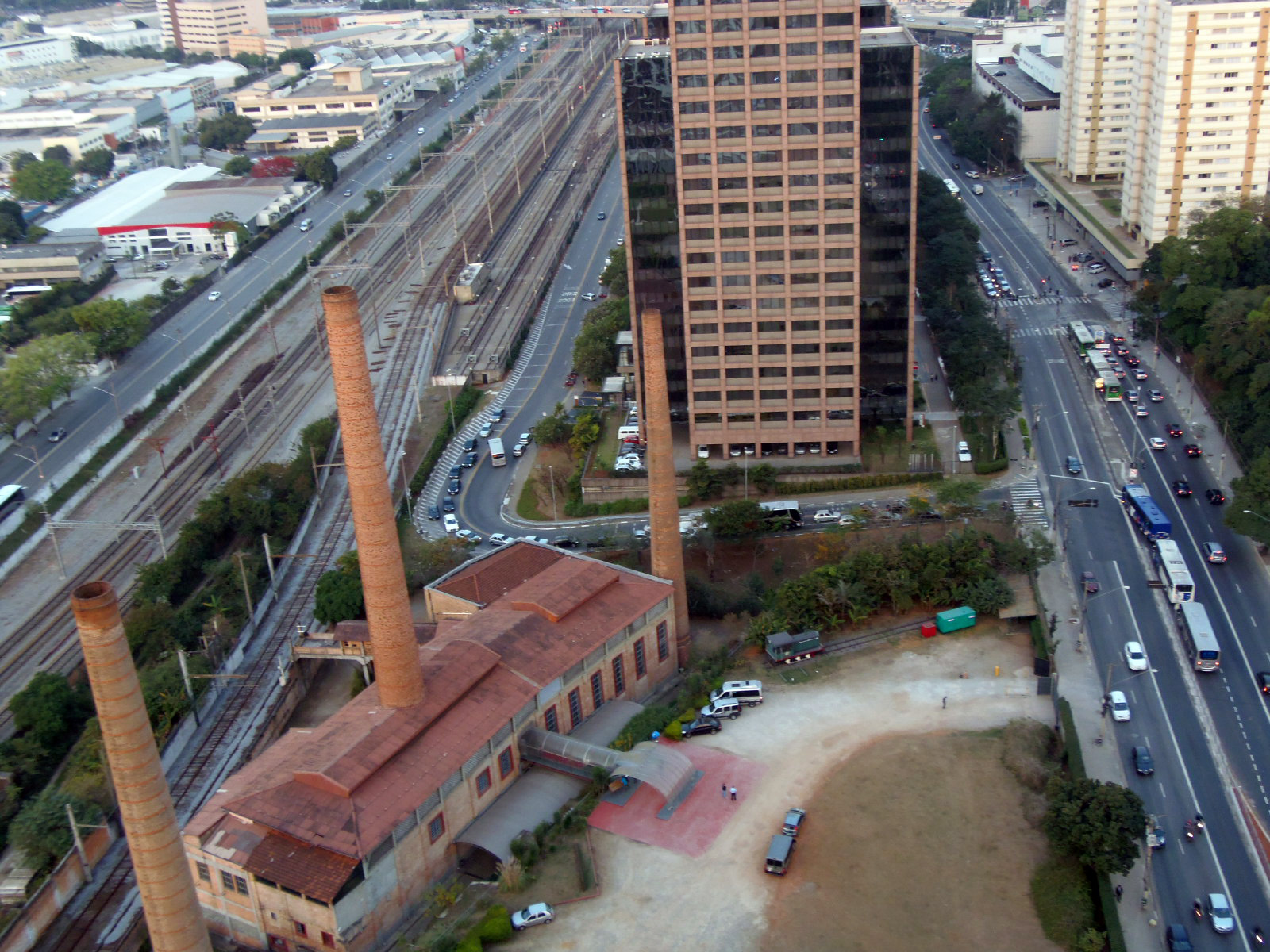
Casa das Caldeiras, en la región de Água Branca, parte del antiguo mayor complejo industrial de América Latina

A finales de la década de 1980 se declaró en un proceso de reestructuración empresarial bajo el mando de Maria Pia Matarazzo, nieta del fundador, quebrando poco después. La única fábrica que quedó del antiguo complejo, sobreviviendo el siglo XXI, fue la de jabón "Francis", vendida al grupo Bertin, que a su vez revendió la marca al grupo JBS, propietario de Flora Higiene e Limpeza. También posee varias propiedades y terrenos por todo el país, además de arrendar fábricas de papel y plantas de azúcar y alcohol.

## Surgimiento
Francesco Matarazzo llegó a Brasil en 1881 huyendo de una grave crisis económica en Italia. Trajo consigo una tonelada de manteca de cerdo, su único capital para iniciar un negocio. Sin embargo, en un accidente, todas sus existencias acabaron en el fondo del mar. Entonces reunió sus recursos y, en 1883, estableció en Sorocaba la "Casa Matarazzo" que puede considerarse su primera industria. Allí extraía manteca de cerdo para la venta. Entonces recorría las ciudades a lomos de una mula, comprando cerdos y vendiendo manteca, un artículo culinario esencial para la época.
En 1890 se trasladó a São Paulo y al año siguiente, con sus hermanos Giuseppe y Luigi, Francesco Matarazzo creó la "Companhia Matarazzo S.A." que contaba con 41 accionistas minoritarios, en su mayoría italianos. La actividad principal de la empresa era la importación de harina de trigo y algodón de los Estados Unidos.

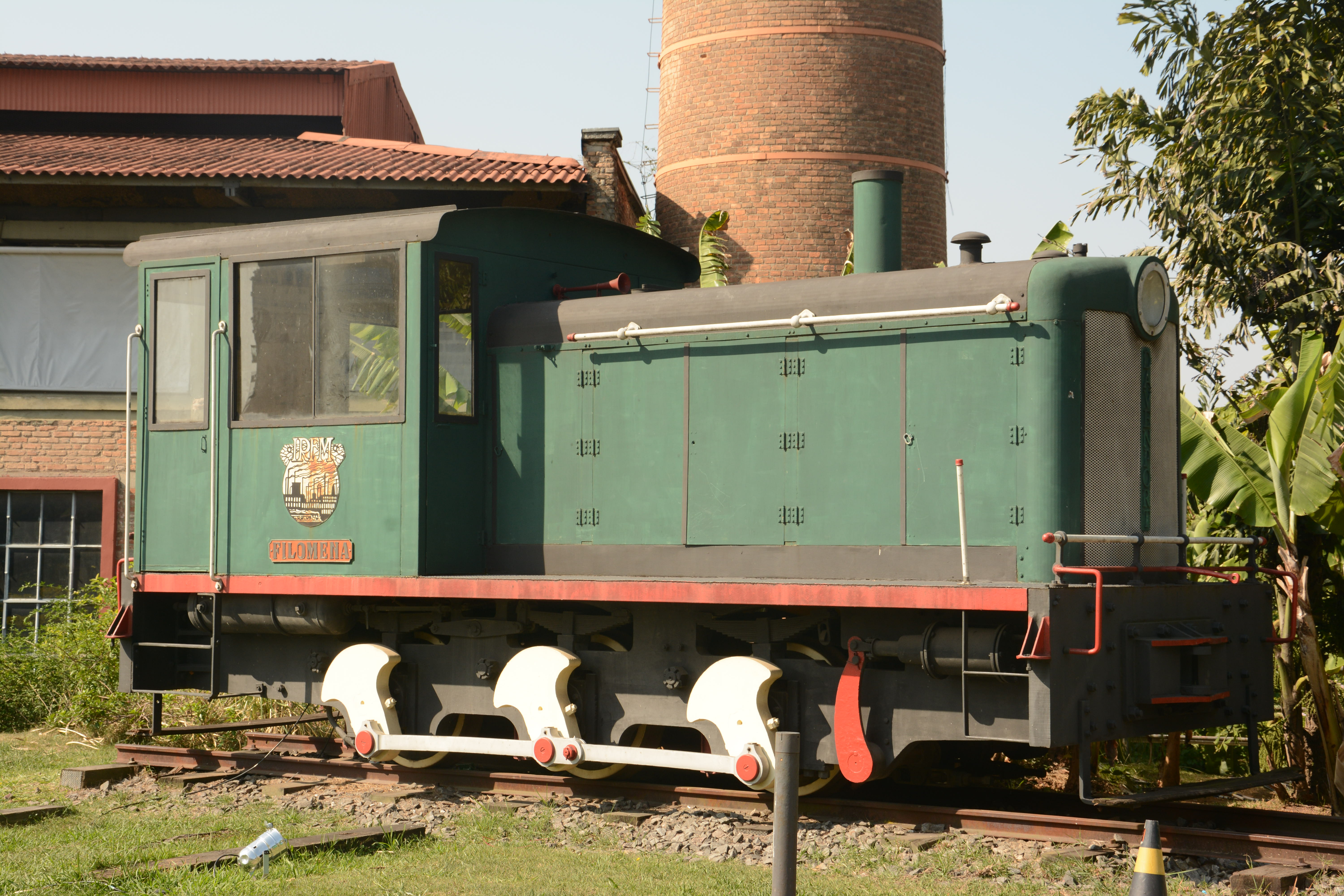
Locomotora IRFM

Con la guerra hispano-estadounidense de 1898, que involucró a algunas colonias de Centroamérica, la importación de harina se vio comprometida. Matarazzo comenzó entonces a comprar el producto a Argentina y procesar la harina en Brasil. Con la ayuda de un crédito del Banco de Londres y Brasil (más tarde Banco de Londres y América del Sur), construyó un moderno molino en São Paulo, en la rúa Monsenhor Andrade, en Pari, en 1900.

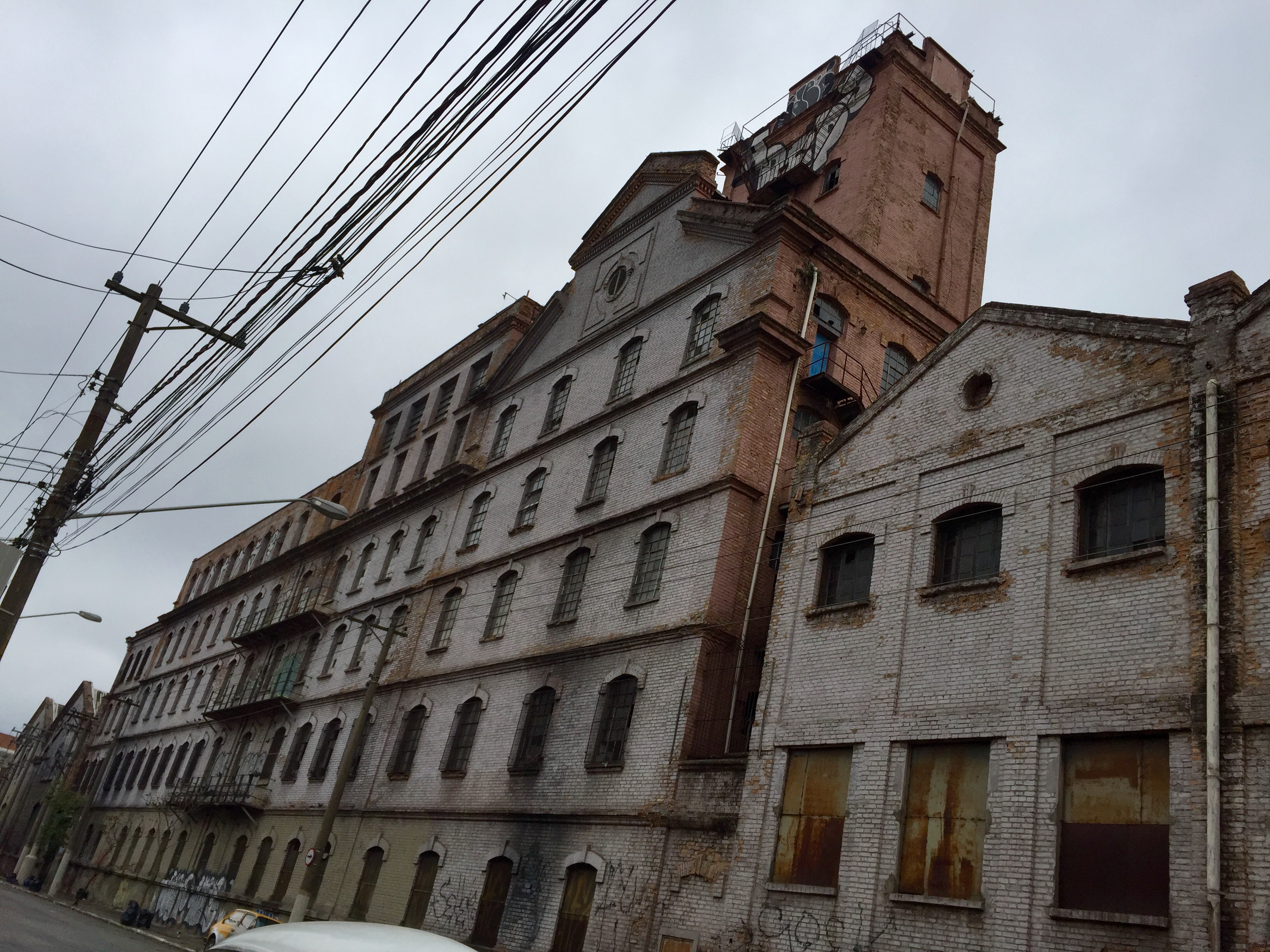
Molino Matarazzo, en la región de Brás.

El Molino Matarazzo, como pasó a llamarse, era la mayor unidad industrial de la ciudad de São Paulo procesando 2.500 sacos de harina al día, cada uno de 44 kilos.
Poco después, Francesco decidió fabricar también latas de embalaje, abriendo una planta metalúrgica. Manteniéndose fiel a su práctica de invertir en diversas ramas de la cadena productiva, creó una fábrica de tejidos de algodón a partir de la sección de arpillera de la fábrica.
En 1911, las unidades industriales que servían a las diversas actividades de Matarazzo se unieron en una organización formal, naciendo así "Indústrias Reunidas Fábricas Matarazzo" (IRFM), una sociedad anónima. El lema de la empresa era Fides, Honor, Labor (en español: Fe, Honor, Trabajo).

## Auge
El grupo de industrias alcanzó rápidamente un gran éxito. Bajo el lema "Los buenos negocios se hacen comprando, no vendiendo", Francesco Matarazzo fue ampliando cada vez más su gama de fábricas y productos.

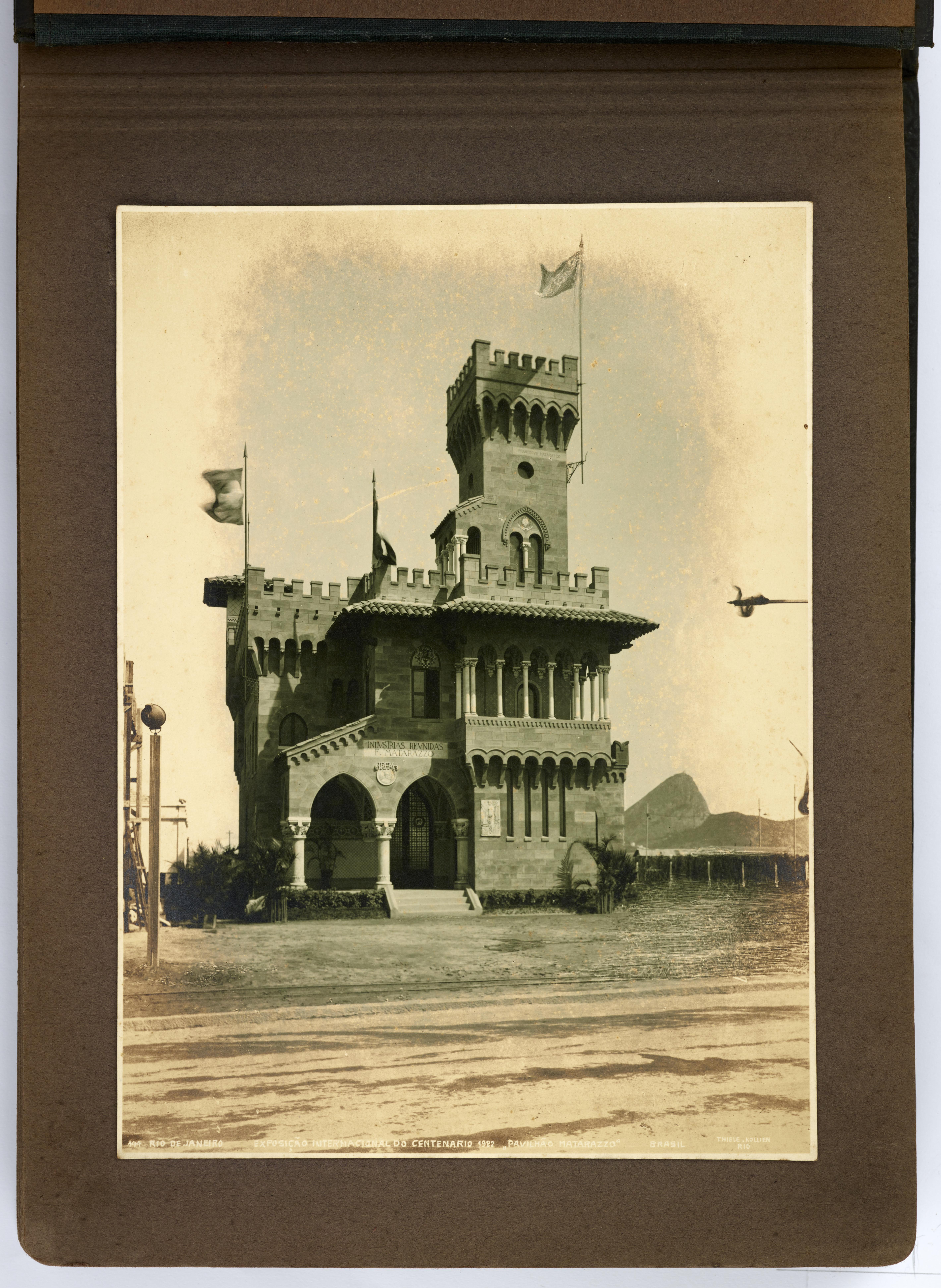
Pabellón de las Industrias Reunidas Fábricas Matarazzo, en la Exposición Internacional de 1922.

En 1920, se inauguró el complejo industrial de Água Branca en la Zona Oeste de São Paulo con un área de 100.000 metros cuadrados. El edificio se caracterizaba por sus enormes chimeneas de ladrillo, que podían verse a cientos de metros de distancia. Fue el primer parque industrial de São Paulo con un concepto de producción verticalizada.

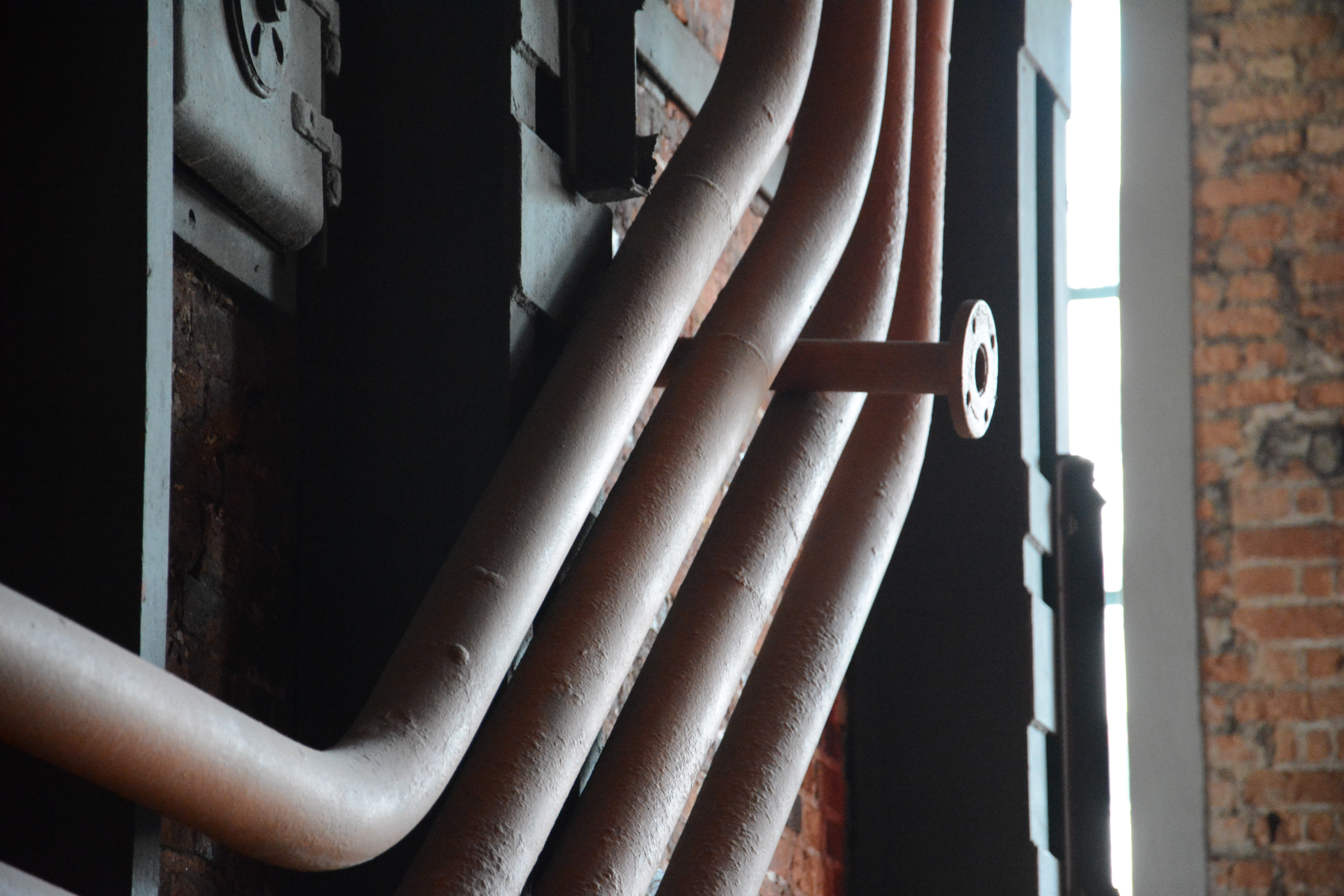
Casa das Caldeiras, que producía energía para el complejo industrial de Água Branca

Allí se instalaron fábricas de diversos sectores, como un aserradero, una refinería, una destilería, un frigorífico, una fábrica de vagones, una fábrica de jabones, perfumes, abonos e insecticidas, velas, clavos, aldeas obreras, almacenes, un banco, una distribuidora pionera de películas y una fábrica de licores. Todo funcionaba con la energía de su propia central eléctrica, la Casa del Electricista y la Casa de la Calderas, únicos edificios de todo el complejo industrial que se conservan hasta hoy.
Durante la década de 1930, Indústrias Reunidas Francesco Matarazzo tuvo un volumen de negocios y un alcance colosales. Los productos del grupo industrial estaban presentes en el día a día de casi todos los brasileños. Los ingresos del IRFM sólo eran inferiores a los del Gobierno Federal, el Departamento Nacional del Café y el Estado de São Paulo.
En 1937, se instaló el complejo industrial en el municipio de Marília. La planta procesaba algodón y arroz y, en su apogeo, empleaba a unas 400 personas. El IRFM desempeñó un papel importante en el desarrollo del entonces joven municipio que llegó a ser conocido como la "capital de la Alta Paulista". El complejo disponía incluso de un acceso privado a la vía férrea para la carga y descarga de sus productos. En 1975, el IRFM fue completamente cerrado y parte del complejo fue catalogado por el Condephaat en 1992.
También en 1937 murió Francesco Matarazzo, dueño de la quinta mayor fortuna del mundo, con un patrimonio estimado en 20.000 millones de dólares a valores actuales.

## Nueva era

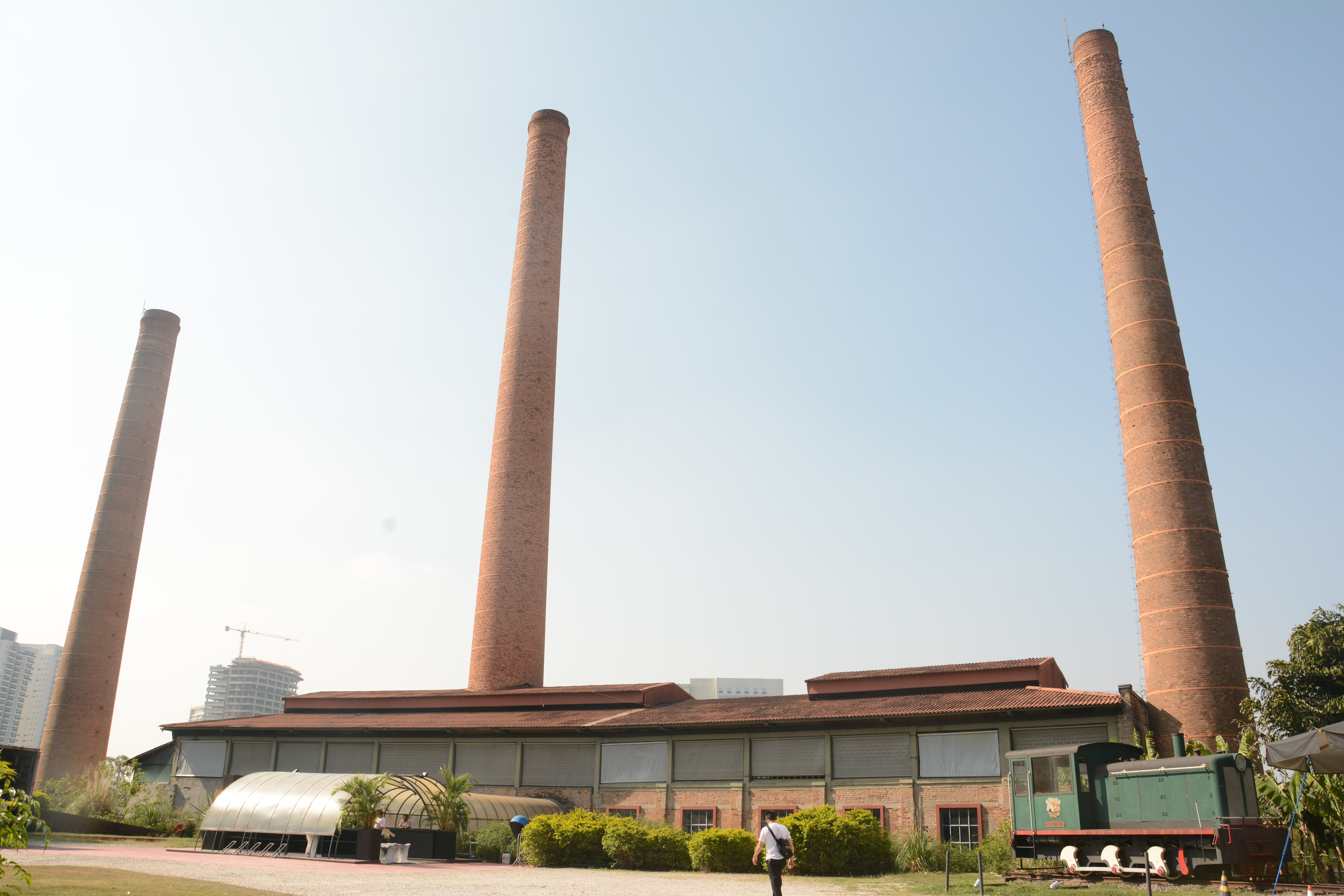
Casa das Caldeiras, uno de los vestigios del IRFM

Quien se hizo cargo del complejo industrial fue el hijo del fundador, Francisco Matarazzo Júnior, el "Conde Chiquinho" como era conocido, que permaneció al frente durante 40 años, ampliando aún más las ramas productivas de las industrias, inaugurando una nueva era.
Construyó fábricas en las industrias química, alimentaria y del alcohol. Entre los nuevos productos estaban celulosa, celofán, galletas, margarina vegetal, sulfuro de carbono, aceite de ricino e insecticidas.
En la década de 1960, se abrieron nuevas fábricas, como la de perlón, fibras sintéticas, laminados plásticos y fibra soluble de café. Mientras tanto, Indústrias Matarazzo comenzó a sentir los primeros signos de decadencia.

## Decadencia

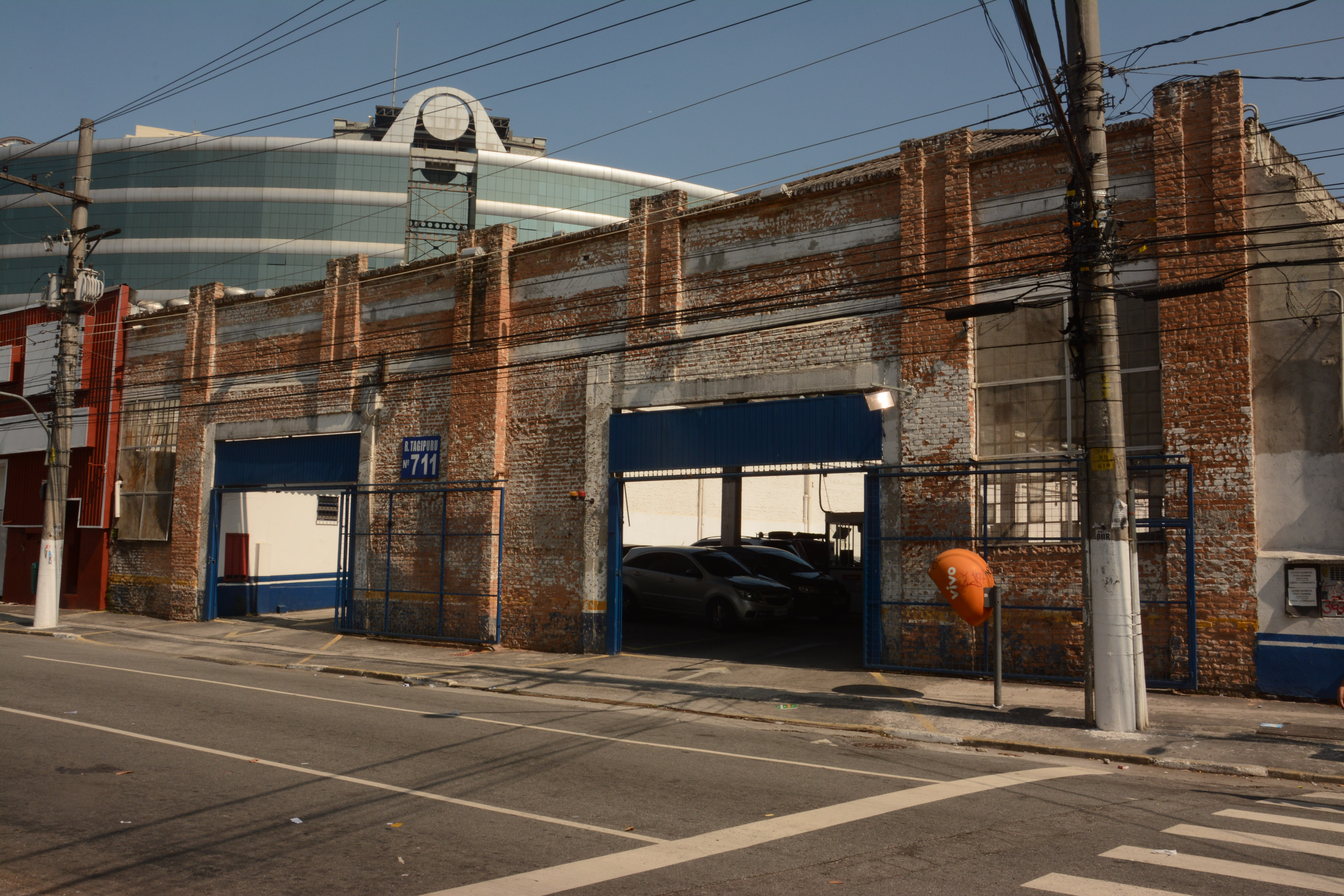
Ruinas del Parque Industrial de Água Branca

En 1969, la presión de las empresas multinacionales que contaban con técnicas avanzadas de gestión y publicidad
empezó a afectar a las ventas del IRFM, lo que provocó el primer balance negativo de la historia de la empresa. Preocupado por la reciente recesión, Francisco Matarazzo Júnior contrató a la consultora internacional Deloitte pero la medida no tuvo éxito. 
El conde Chiquinho falleció en 1977 y fue sustituido al frente de la empresa por Maria Pia Esmeralda Matarazzo, de 32 años. Indústrias Reunidas Fábricas Matarazzo seguía siendo el mayor conglomerado empresarial del país y Maria decidió concentrar la producción en las ramas de más éxito: papel, química y alcohol.
Llevó a cabo una reforma administrativa y comenzó a cerrar antiguas unidades que funcionaban con pérdidas. En 1981, todo el sector textil del IRFM fue vendido a la empresa Cianê. Entre 1981 y 1983, la situación empeoró. Maria se enfrentó a una lucha de poder con sus hermanos y los ingresos disminuyeron aún más debido a las repetidas recesiones de la economía.
En 1983, el grupo intentó llegar a un acuerdo con 27 empresas para evitar la quiebra, que fue suspendido por los tribunales al cabo de dos años. Hundido en deudas por créditos impagados, el IRFM sufrió el embargo de varios edificios incluido todo el parque industrial de Água Branca. En 1990, se cerró todo el complejo químico, situado en São Caetano do Sul. Después de dos años, con el IRFM al borde de la quiebra, Maria Matarazzo cedió el control de las principales empresas del grupo, como Cerâmica Matarazzo, Matarazzo Papéis y Matarazzo Embalagens. En 2013, se cerró la penúltima fábrica en São Paulo.

## Espacios utilizados para ocio y cultura

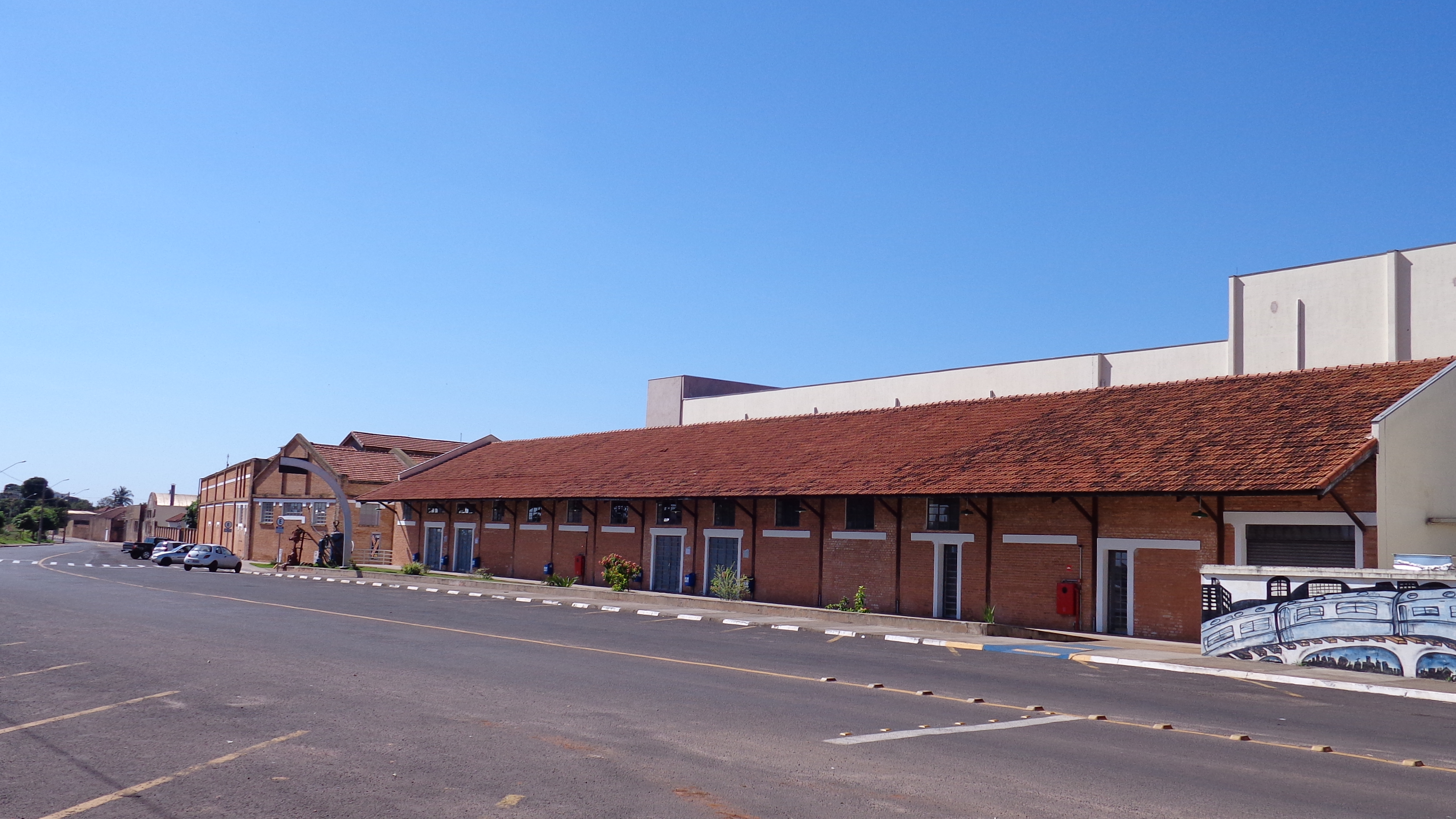
Centro Cultural Matarazzo - Presidente Prudente

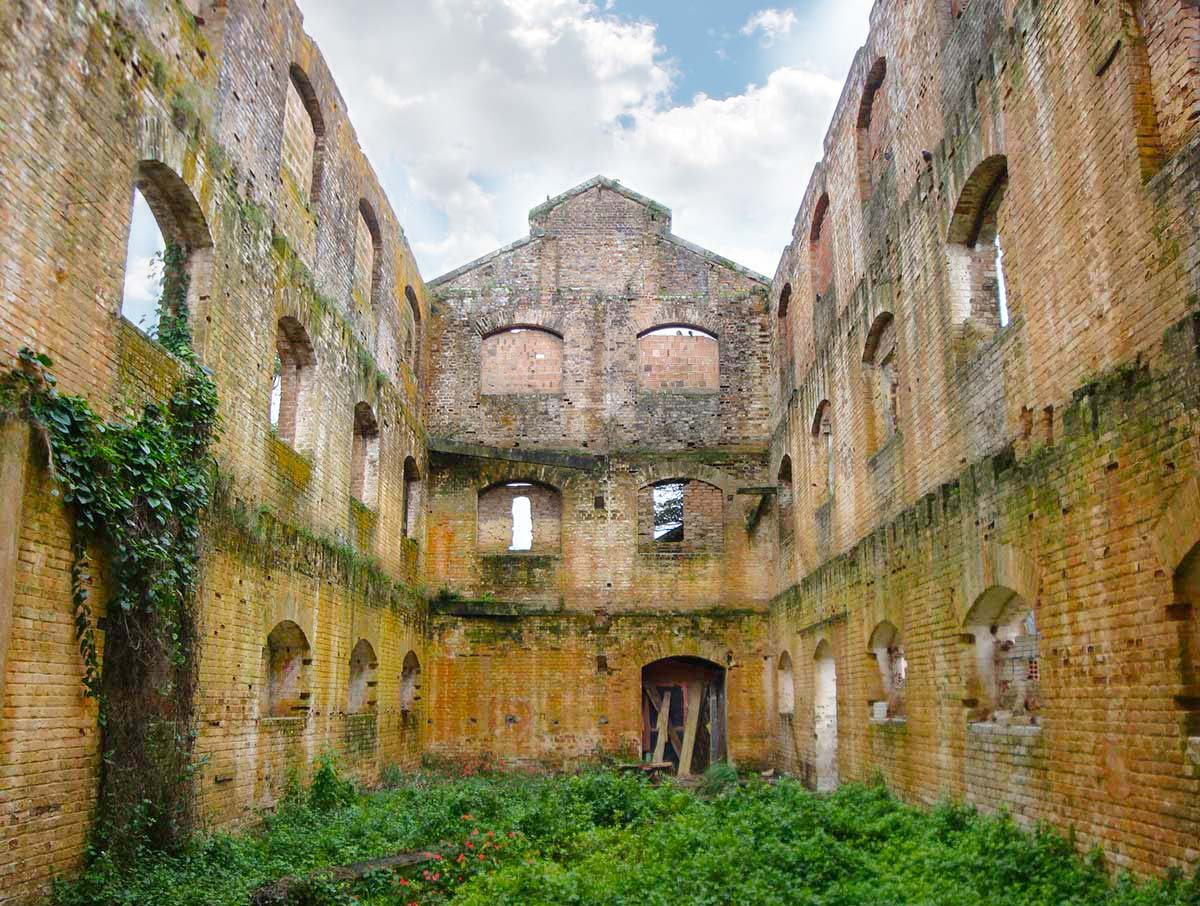
Ruinas de una unidad de la IRFM, en Iguape.

La historia de Indústrias Reunidas ha quedado en la memoria de todos y entre sus antiguos complejos, hoy desactivados o que han dado paso a nuevas empresas y proyectos culturales, se encuentran:
- Shopping Cidade São Paulo, situado en la Avenida Paulista, inaugurado el 30 de abril de 2015 en el solar de la antigua Mansión Matarazzo, residencia construida por el conde Francesco Matarazzo.
- Praça Conde Francesco Matarazzo Júnior, situada en la zona de Barra Funda, donde estaba la antigua fábrica de perfumes y uñas. La plaza está rodeada de rejas para evitar su degradación.
- Cidade Matarazzo, proyecto de espacio turístico cultural de la ciudad de São Paulo aprobado en 2014, que incluye la demolición de uno de los edificios del antiguo Hospital Umberto Primo, más conocido como Hospital Matarazzo, situado en el distrito de Bela Vista, y la construcción de un hotel de lujo, un restaurante, una galería de arte, un cine y un teatro.
- Centro comercial Río Claro, construido en el solar de la fábrica textil Matarazzo, en el barrio de Vila Paulista, en los años treinta. La fábrica funcionó hasta los años sesenta, pero fue sustituida por Cianê, que continuó con la producción textil hasta finales de los ochenta. Después de eso, el sitio fue abandonado y, en 1993, comenzaron las reformas para la construcción del centro comercial.
- En Presidente Prudente, las antiguas instalaciones de Indústrias Matarazzo fueron compradas por el gobierno municipal y convertidas en un Complejo Cultural, con museo, teatro, quiosco de música, iglesia, centro de exposiciones, salas de exposiciones y actividades.[22]